# Carinatacaris
Carinatacaris is een geslacht van uitgestorven kreeftachtigen uit de klasse van de Malacostraca (hogere kreeftachtigen).

## Soort
- Carinatacaris scaphoptera (Clarke in Hall & Clarke, 1888) †